# DREAM PRICE 1000 キャンディーズ 年下の男の子
『DREAM PRICE 1000 キャンディーズ 年下の男の子』（ドリーム プライス せん キャンディーズ とししたのおとこのこ）は、キャンディーズのミニベスト・アルバム。2001年10月11日発売。発売元はSony Music House。規格品番はMHCL-1。

## 解説
ソニー・ミュージックハウス（現ソニー・ミュージックダイレクト）から「新シリーズ【DREAM PRICE 1000】オリジナル・ヒット6曲入りベスト、まさに夢の価格￥1,000で登場!」と喧伝された廉価版ミニ・ベスト“DREAM PRICE 1000”シリーズの1作。キャンディーズは計2作が発売されており、本作は1973年の歌手デビュー曲「あなたに夢中」から8枚目「ハートのエースが出てこない」までのシングル・レコードの中から活動初期全6曲を収録している。
同時に1970年代中期以降のシングルを収録した『DREAM PRICE 1000 キャンディーズ 春一番』（MHCL-2）が発売された。
通常のCDショップのほか、都心型ターミナル駅コンコースや高速道路内売店などで販売されていることも多かった。既に生産は中止されている。

## 収録曲
1. あなたに夢中（3分9秒）[3]
  - 作詞: 山上路夫、作曲: 森田公一、編曲: 竜崎孝路
2. 危い土曜日（3分10秒）
  - 作詞: 安井かずみ、作曲: 森田公一、編曲: 竜崎孝路
3. 年下の男の子（3分29秒）
  - 作詞: 千家和也、作曲・編曲: 穂口雄右
4. 内気なあいつ（3分17秒）
  - 作詞: 千家和也、作曲・編曲: 穂口雄右
5. その気にさせないで（3分31秒）
  - 作詞: 千家和也、作曲・編曲: 穂口雄右
6. ハートのエースが出てこない（3分6秒）
  - 作詞: 竜真知子、作曲: 森田公一、編曲: 竜崎孝路